# سیارک ۱۰۹۸۰
سیارک ۱۰۹۸۰ (به انگلیسی: 10980 Breimer، نامگذاری:4294T-2) ده هزار و نهصد و هشتادمین سیارک کشف شده‌است که در ۲۹ سپتامبر ۱۹۷۳ کشف شد.
قدر مطلق سیارک برابر ۱۵.۵ است.